# Claude Bufnoir
Claude Bufnoir (Autun, 3 gennaio 1832 – Parigi, 11 febbraio 1898) è stato un giurista francese.
Nel 1856 si laureò in Giurisprudenza a Digione.

Dal 1861 al 1863 insegnò Codice Civile all'Università di Parigi.

Nel 1867 ebbe la cattedra di Diritto Civile.